# Maria Luísa, Duquesa de Luca

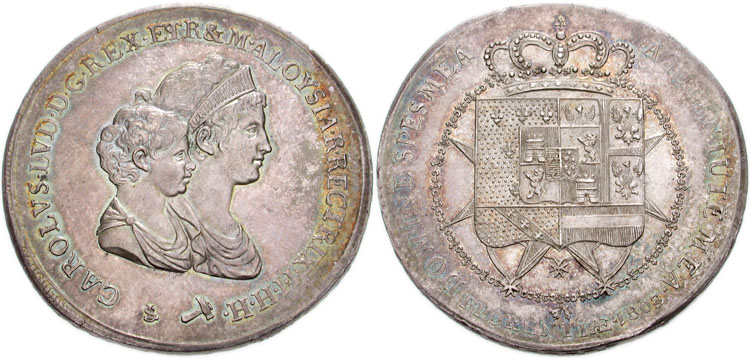
Reino da Etrúria. Carlos-Luís da Etrúria e a sua mãe, a rainha Maria-Luísa, regente (1803-1807): moeda de 10 liras (1803). A legenda em latim refere Carolus Ludovicus Dei gratia rex Etruriae et Maria Aloysia regina rectrix.

Maria Luísa Josefina Antonieta Vicenta (Segóvia, 6 de julho de 1782 — Roma, 13 de março de 1824) foi uma Infanta da Espanha, esposa do rei Luís I e Rainha Consorte da Etrúria de 1801 até 1807, e soberana Duquesa de Lucca de 1814 até sua morte, em 1824.

## Biografia
Filha do rei Carlos IV de Espanha e de Maria Luísa de Parma, casou em 1795 com Luís I da Etrúria filho mais velho de Fernando I, duque de Parma.
Em 1801, Napoleão I transforma o Grão-ducado da Toscana no reino da Etrúria do qual Maria Luísa se torna rainha consorte e, depois, regente após a morte do seu marido em 1803. Em 1807, Napoleão dissolve o reino da Etrúria cujo território é anexado ao Império Francês. Maria Luísa refugia-se primeiro em Madrid e, depois, com a destituição de seu pai segue-o para o exílio em França, em 1807. Em 1815, para a compensar pela atribuição do ducado de Parma a Maria Luísa de Áustria, viúva de Napoleão, ela recebe o Ducado de Luca.
Ela é beatificada pelo papa Pio IX em 1876.

## Descendência
- Carlos Luís (1799-1883), Rei da Etrúria sob o nome de Luís I (1803/1807), duque de Luca (1814/1847) e, por fim, duque de Parma (1847/1849) como Carlos II; Casou em 1820 Maria Teresa de Saboia;
- Maria Luísa Carlota de Parma (1802-1857), que casou consecutivamente com Maximiliano, príncipe-herdeiro da Saxónia (morto em 1838), com o conde Francesco Rossi (morto em 1854) e, por fim, com Jean Vermacati.

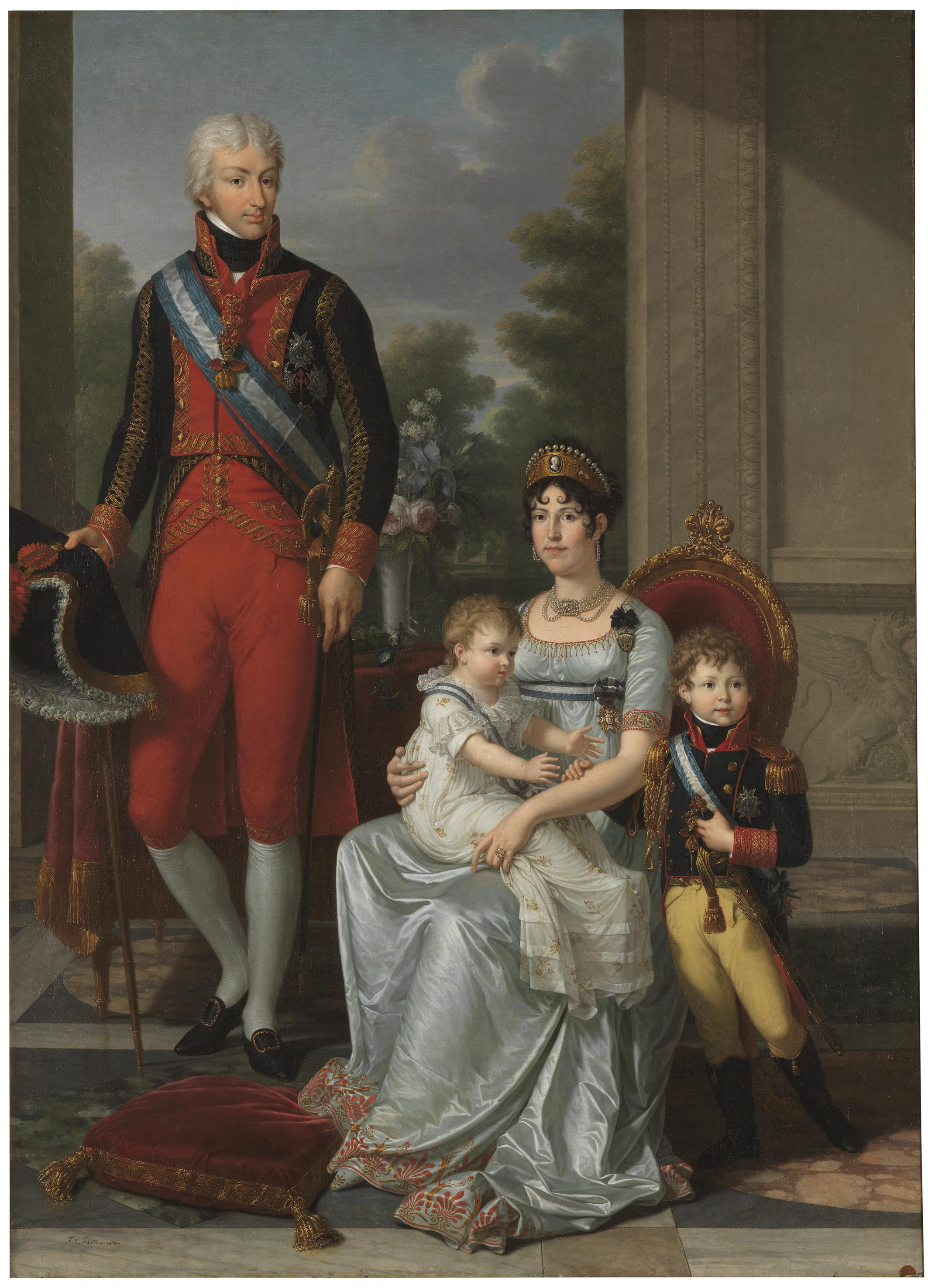
Da esquerda para direita: Rei Luís I, Rainha Maria Luísa com a princesa Maria Luísa Carlota no colo e o príncipe Carlos luís, 1804.

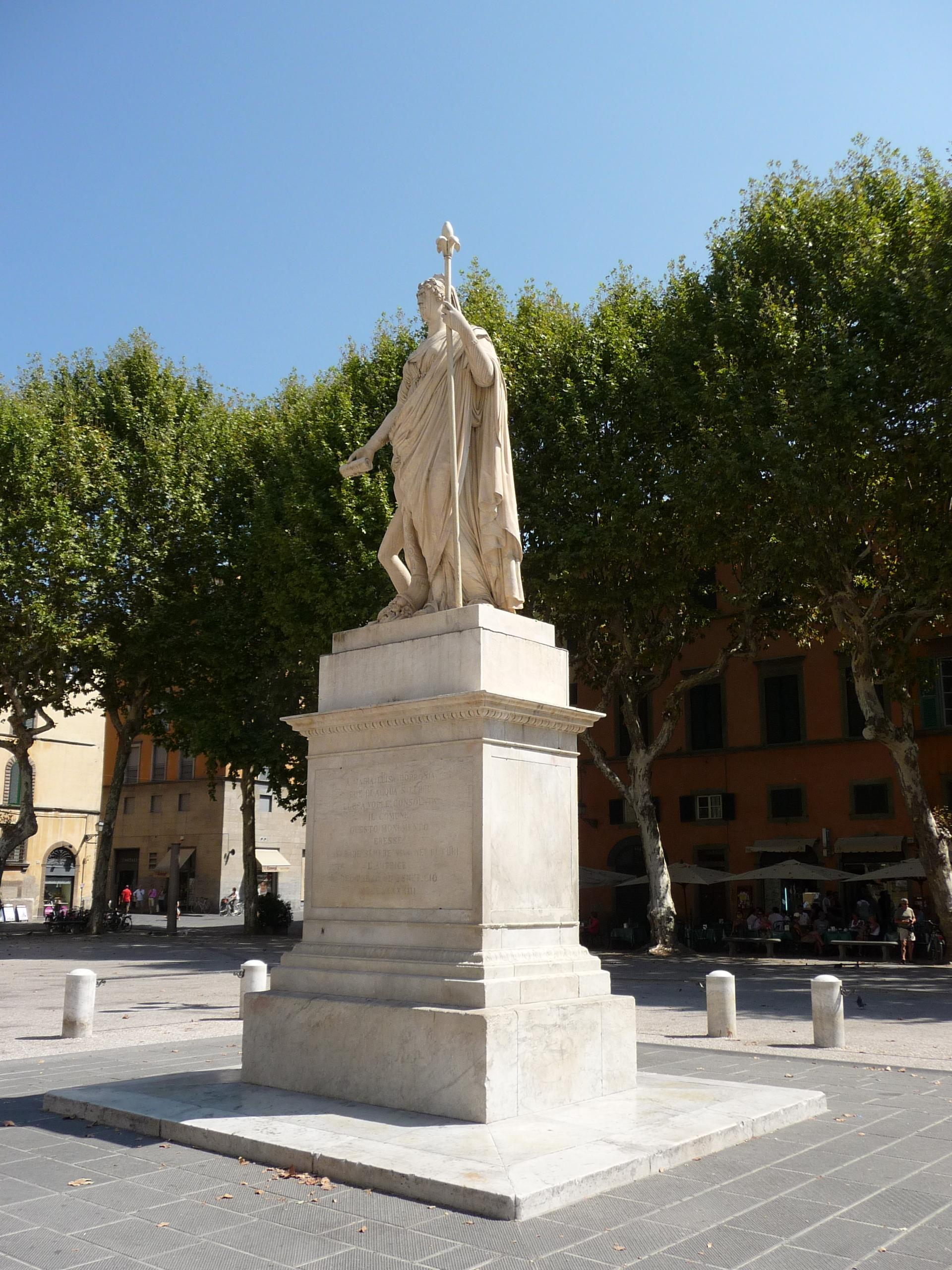
Estátua de Maria Luísa na Piazza Napoleone em Luca.

## Honras
- Espanha: 4° Dama Nobre da Ordem da Rainha Maria Luísa - .